# Vriesea ospinae
Vriesea ospinae là một loài thuộc chi Vriesea.

## Hình ảnh

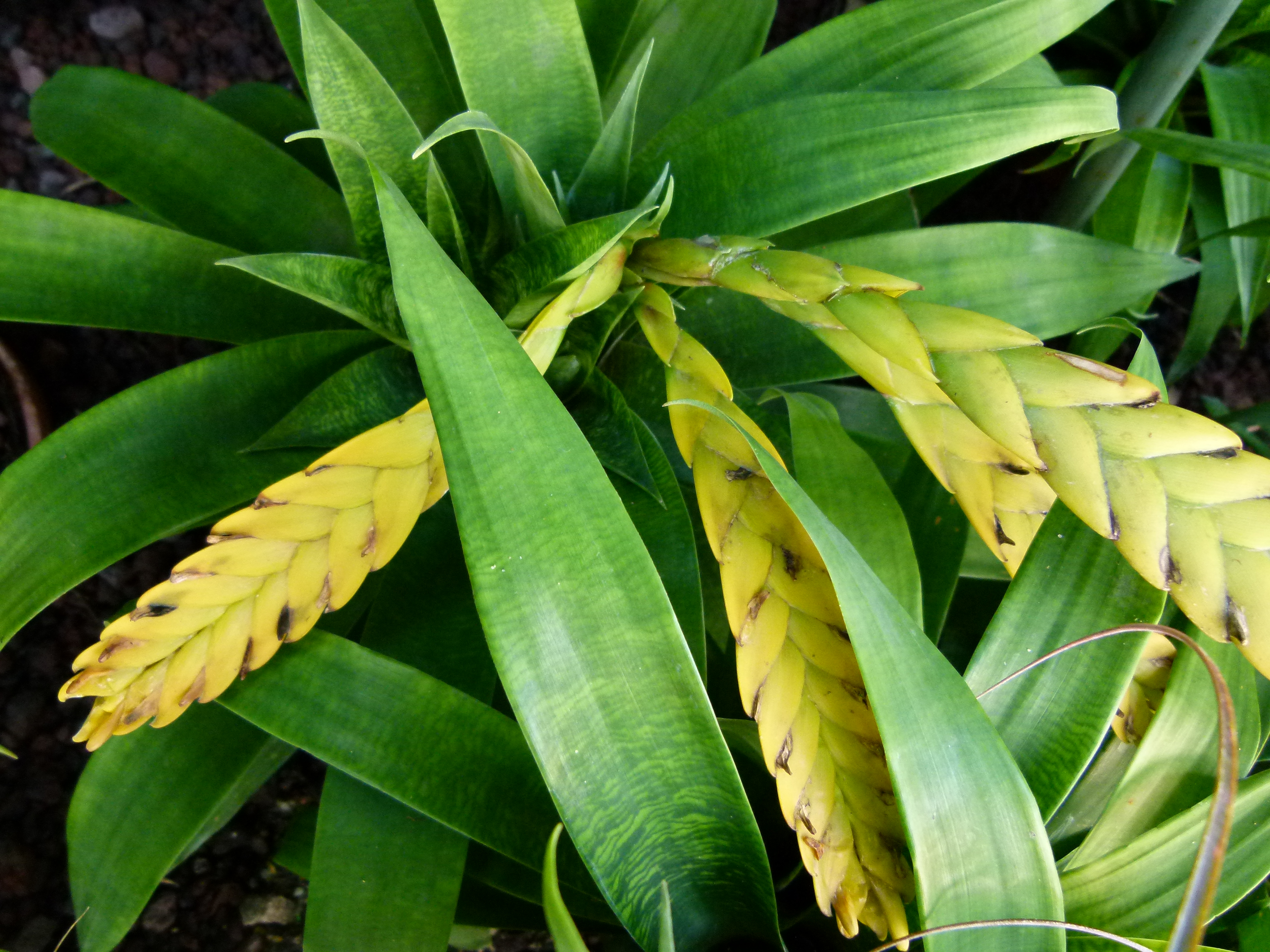
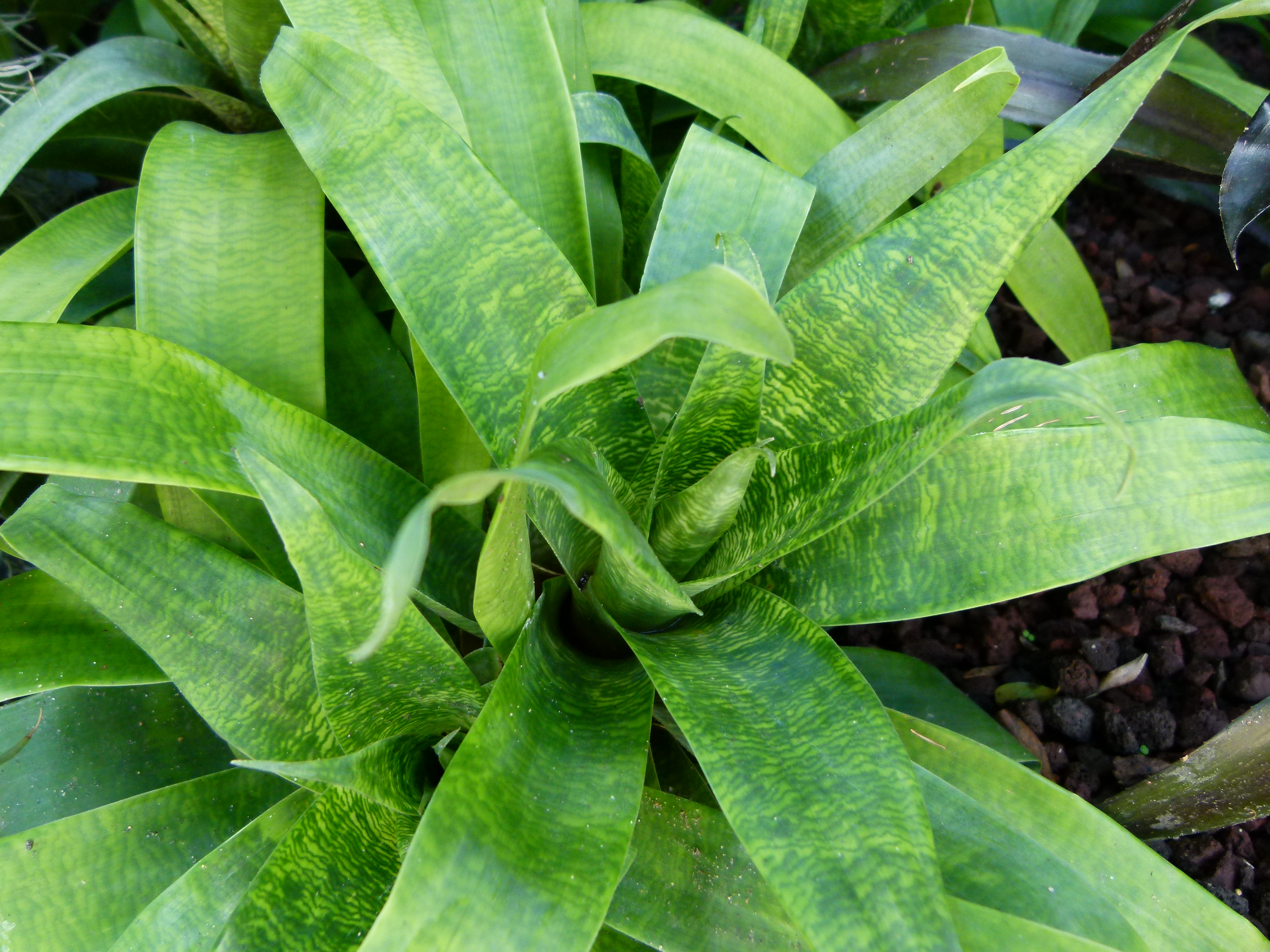
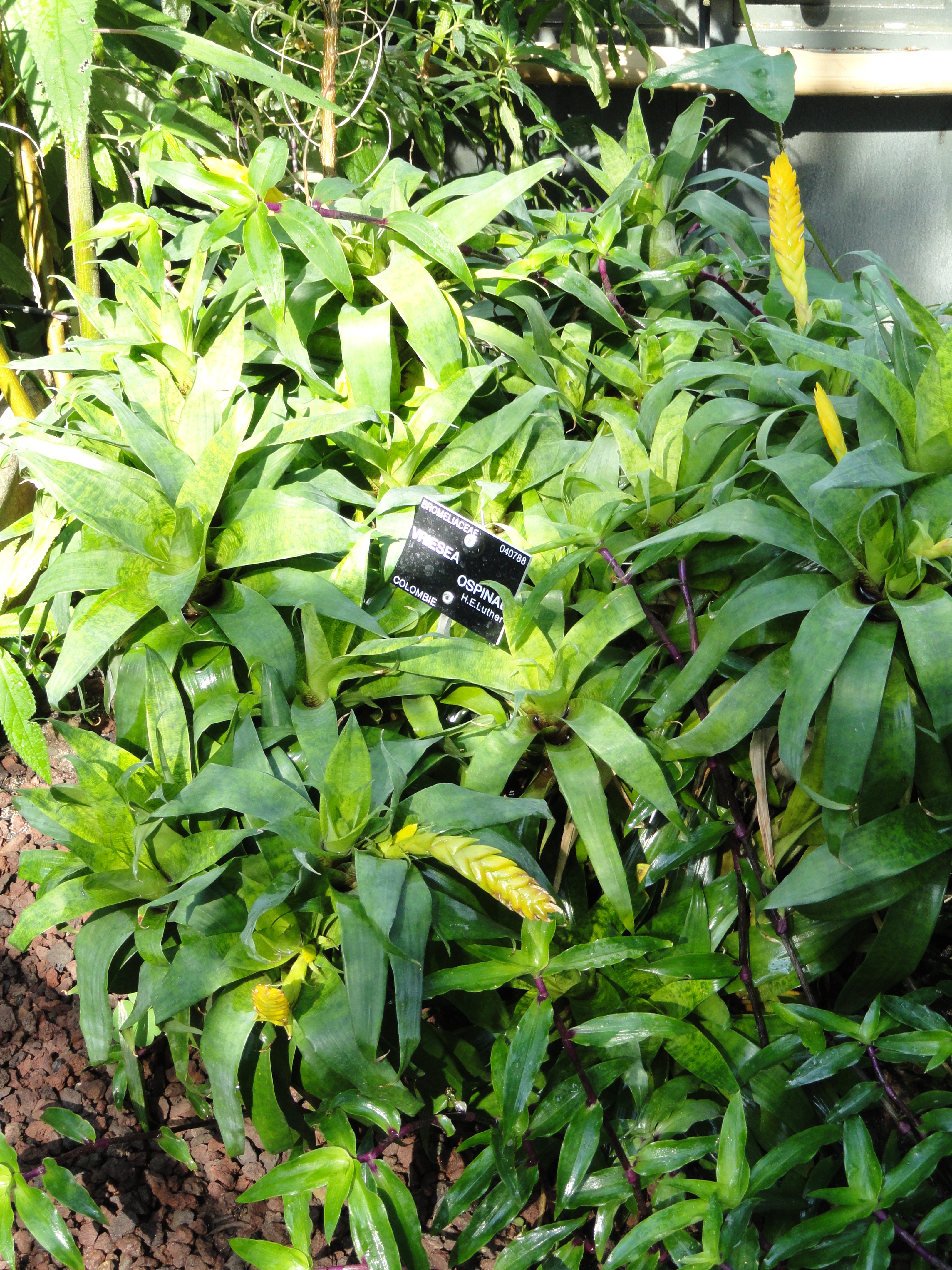
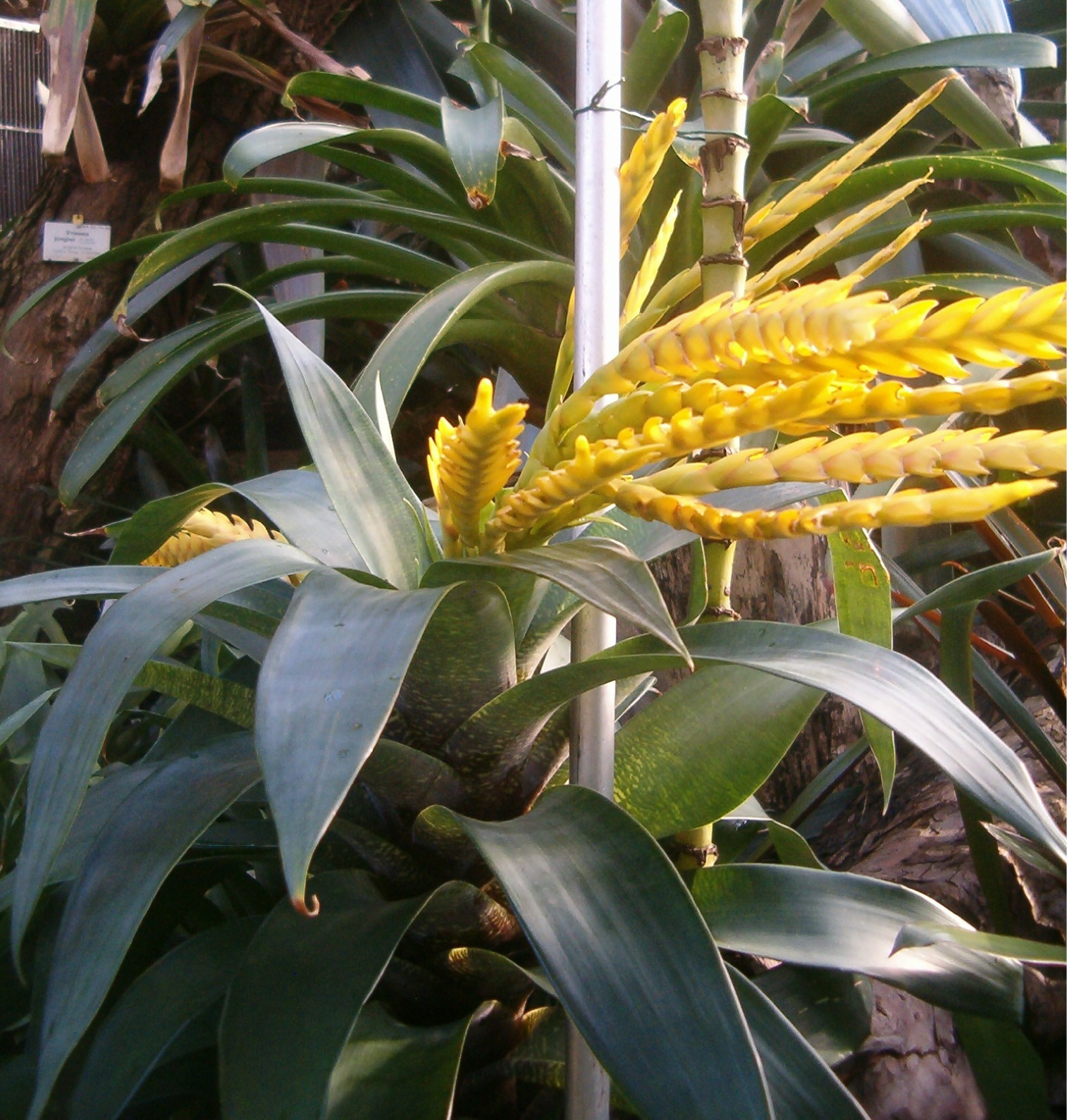

## Giống
- Vriesea 'Espirito Santo'